# Антуан Рігодо
Антуан Рігодо (фр. Antoine Rigaudeau, 17 грудня 1971) — французький баскетболіст.
Срібний призер Олімпійських Ігор 2000 року.
Бронзовий призер Середземноморських ігор 1993 року.
Бронзовий призер Чемпіонату Європи 2005 року.